# Libro Rojo de la Frontera del Oeste

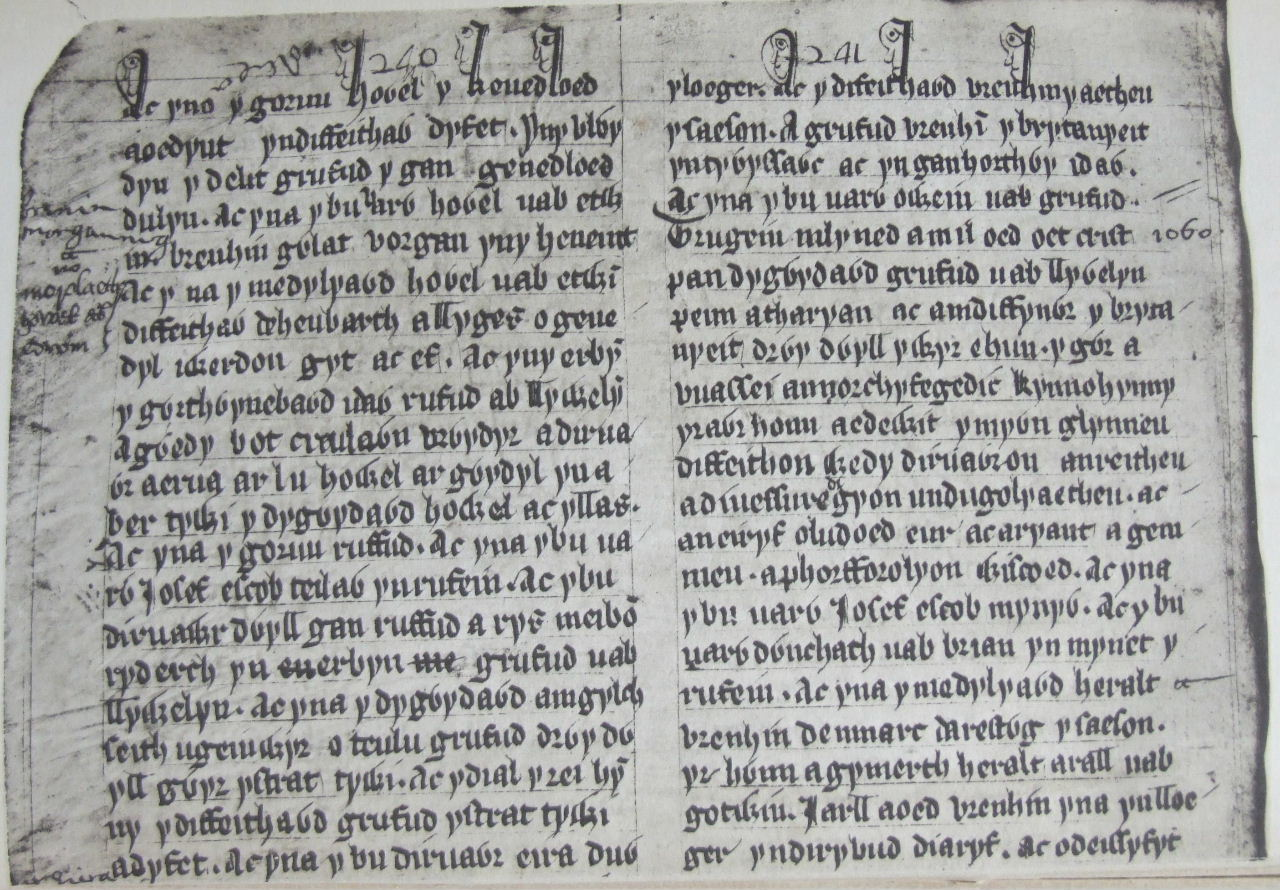
Libro rojo de Hergest. Manuscrito medieval

En la mitología de J. R. R. Tolkien (o legendarium), el Libro Rojo de la Frontera del Oeste es el nombre con el que se denomina al conjunto de libros de los que supuestamente el autor sacó su mitología. Toma su nombre del color del cuero en el que iban encuadernados tanto los libros como la caja que los contenía. El Libro Rojo se dividiría en dos partes principales.
La primera la forma el libro en el que Bilbo Bolsón cuenta su historia, narrada en El hobbit. Posteriormente el libro pasa a manos de su sobrino, Frodo Bolsón, que añadiría el relato contado en El Señor de los Anillos, a excepción del capítulo final, que narra la marcha de Frodo a las Tierras imperecederas, escrito por Sam Gamyi.
Durante el transcurso de El hobbit y El Señor de los Anillos el libro va tomando diferentes nombres, entre ellos el que finalmente figura como oficial al término de El Señor de los Anillos: Historia de una ida y una vuelta. La caída del Señor de los Anillos y el retorno del Rey.
La otra parte la forman varios libros en los que se recogían traducciones del élfico realizadas por Bilbo en Rivendel.
El Libro Rojo es pues, básicamente, un libro ficticio que existe únicamente en un mundo de fantasía, la Tierra Media, pero Tolkien lo presenta al lector como un conjunto de textos que supuestamente sobrevivieron desde tiempos remotos hasta convertirse en el siglo XX en las novelas El hobbit y El Señor de los Anillos. Tolkien menciona el Libro Rojo en la novela El Señor de los Anillos (en el «Prólogo» y en la «Nota sobre los archivos de la Comarca»).
La idea de este libro ficticio proviene de manuscritos ingleses medievales tales como el Libro rojo de Hergest y el Libro rojo de Worcester.